# BYD F3
BYD F3 — автомобиль, выпускавшийся в 2005—2021 годах китайской компанией BYD Auto. Первый в истории автомобиль компании.
Одновременно с выпуском основной модели выпускался ряд её вариантов, в 2012—2018 годах параллельно выпускалось условное «второе поколение», на базе которого в 2018 году было создано первое поколение модели BYD Qin, в итоге и сменившем BYD F3 в линейке компании в 2021 году.

## История
Премьера модели BYD F3 состоялась Шанхайском автосалоне в апреле 2005 года. Внешне модель напоминает Toyota Corolla 9-го поколения, при этом салон скопирован с Toyota Corolla очень тщательно, вплоть до тойотовской несимметричности центральной консоли и форм клавиш климатической установки. 
Изначально F3 оснащался четырёхцилиндровыми двигателями Mitsubishi 4G15S объёмом 1.5 литра мощностью 95 л. с., который с 2011 года был заменён 1.5 литровым двигателем BYD473QE который являлся лицензионной копией двигателя Honda, мощностью 107 л. с. Варианты трансмиссии — 5- или 6-ступенчатая «механика» или 6-ступенчатый «автомат».
Модель предлагалась в трёх комплектациях (GL-i, GL-X и GL-Xi), уже в стандартную комплектацию входили усилитель руля, легкосплавные диски, ABS, галогенные фары, кондиционер, электростеклоподъёмники. Дополнительное оборудование включает кожаные сиденья, дополнительный стоп-сигнал, подушки безопасности, противотуманные фары и улучшенная аудиосистема.
Цена в зависимости от комплектации — от 63 900 до 70 900 юаней.
Одновременно с оригинальной моделью в разное время выпускались её производные версии:
- электромобиль BYD F3DM (2008—2013)
- хетчбэки BYD F3R (2007—2012) и BYD G3R (2009—2014)
- удлинённые на 7 см версия BYD G3 (2009—2014) сменённая BYD G5 (2014—2017), по цене от 75 900 до 102 900 юаней.
- более «дорогая» версия BYD L3 (2010—2015), по цене от 92 800 до 118 800 юаней.

Кроме того в 2012—2018 годах выпускалось условное «второе поколение» модели под названием BYD F3 Plus, также известная как BYD Su Rui или F5 Suri на внешних рынках. Эта версия продавалась по цене 55 900 до 77 900 юаней. В 2015 году прошла незначительный фейслифт, являлась основой для электромобиля BYD e5 (2015—2020).
Но и «первое поколение» F3 всё время оставалось в производстве, пройдя фейслифты в 2014 и 2016 годах, и до 2019 года была доступна по цене от 43 900 до 65 900 юаней (от 6180 до 9 270 долларов США) в четырёх уровнях комплектации Classic, Fashion, Elite и Exclusive, но «автомат» был доступен только для комплектации Exclusive. В последний год производства в 2020 году была доступна лишь одна комплектация известная как «Classic» — простая версия лишь с механической коробкой передач по цене 44 900 юаней (6360 долларов США).
В 2021 году выпуск модели BYD F3 был прекращён; компания решила сфокусировалась на производстве электромобилей — ещё в 2013 году на базе версии BYD F3 Plus с электроагрегатом от версии BYD F3DM создав первое поколение модели BYD Qin, второе поколение которой, появившееся в 2018 году, и сменила в линейке компании модель BYD F3.

## Галерея-сравнение
Варианты оригинальной модели F3 (2005—2021): первый вариант и после фейслифтов 2014 и 2016 годов

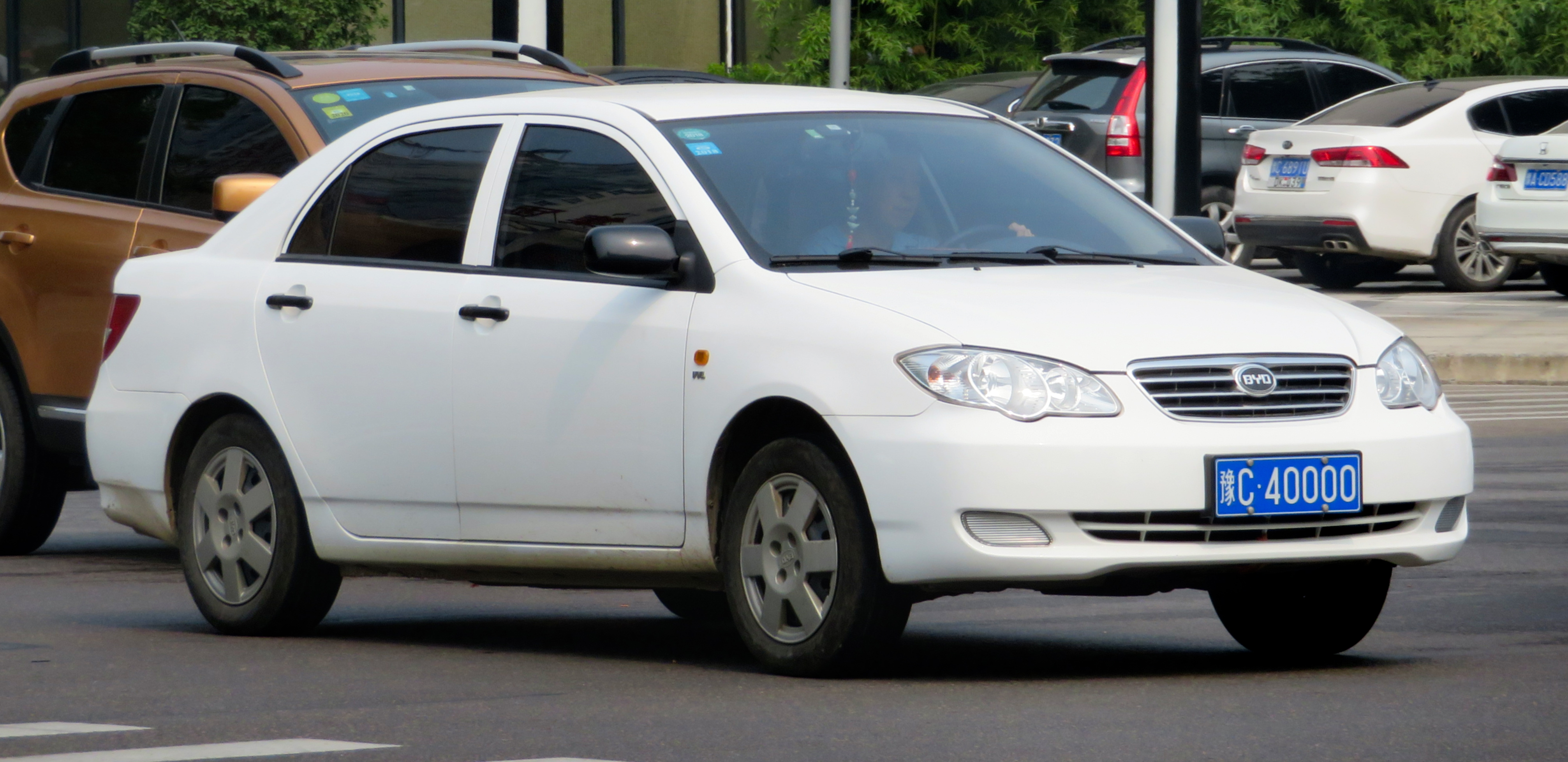
BYD F3, (2005—2014)
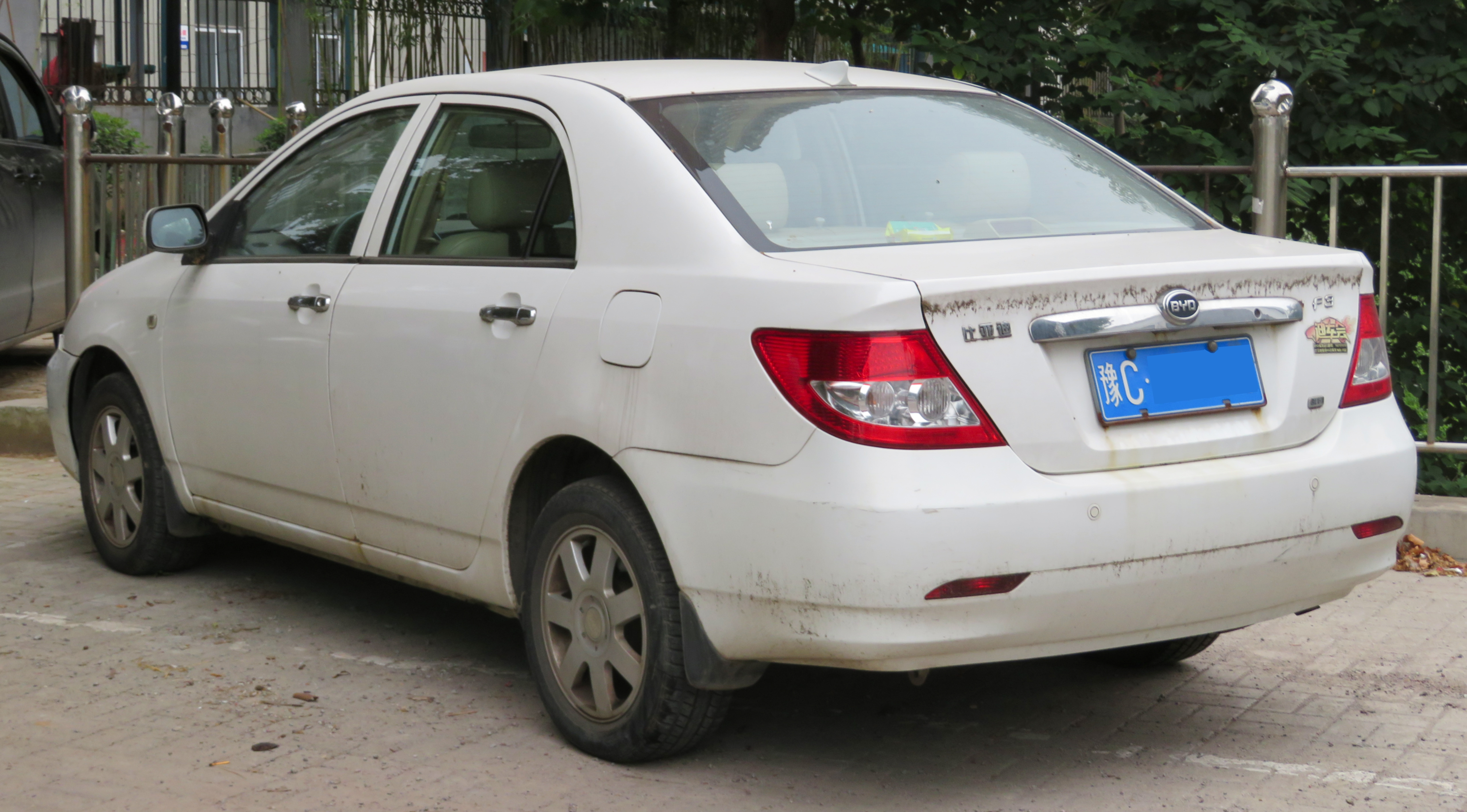
BYD F3, (2005—2014)
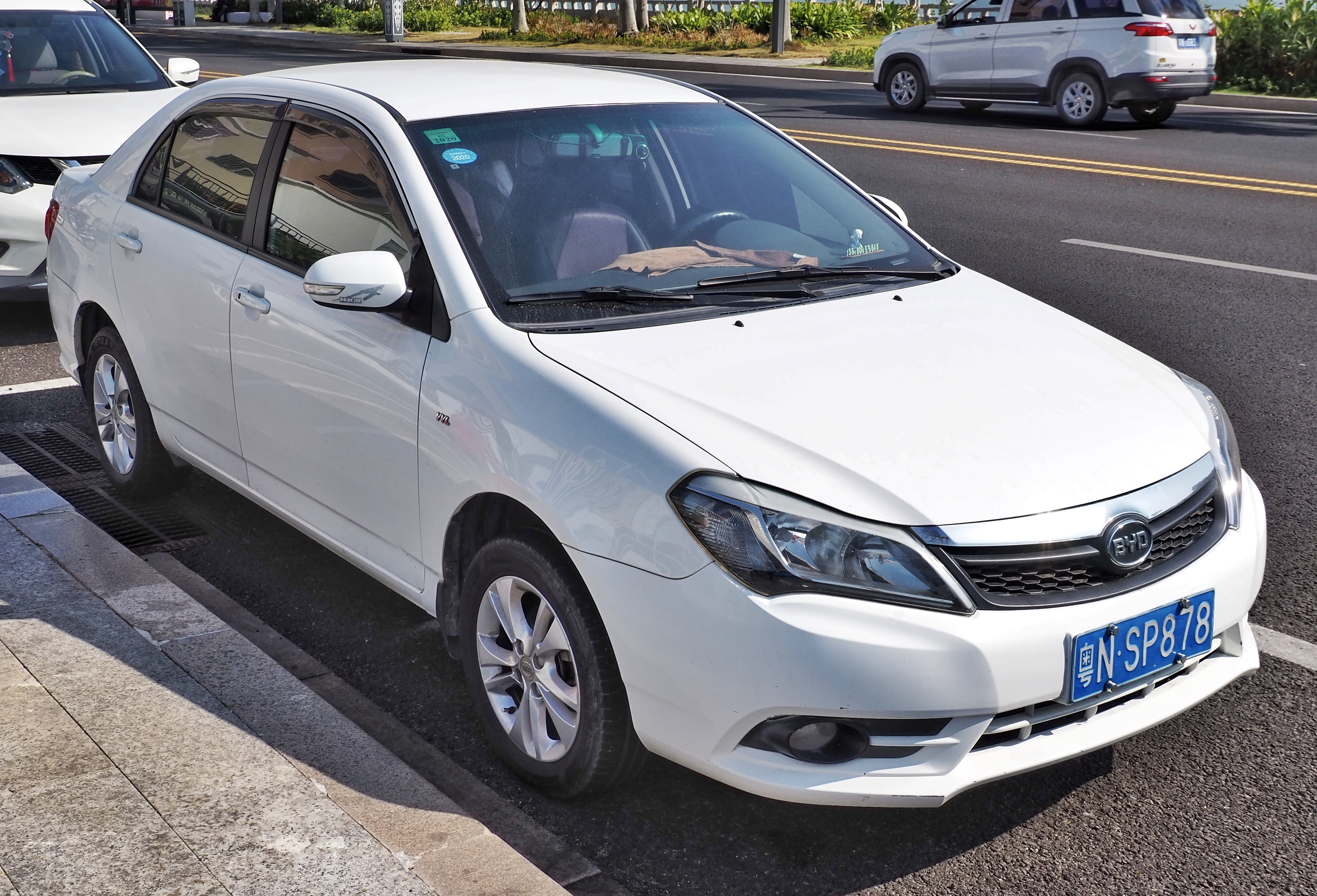
BYD F3 (2014—2015)
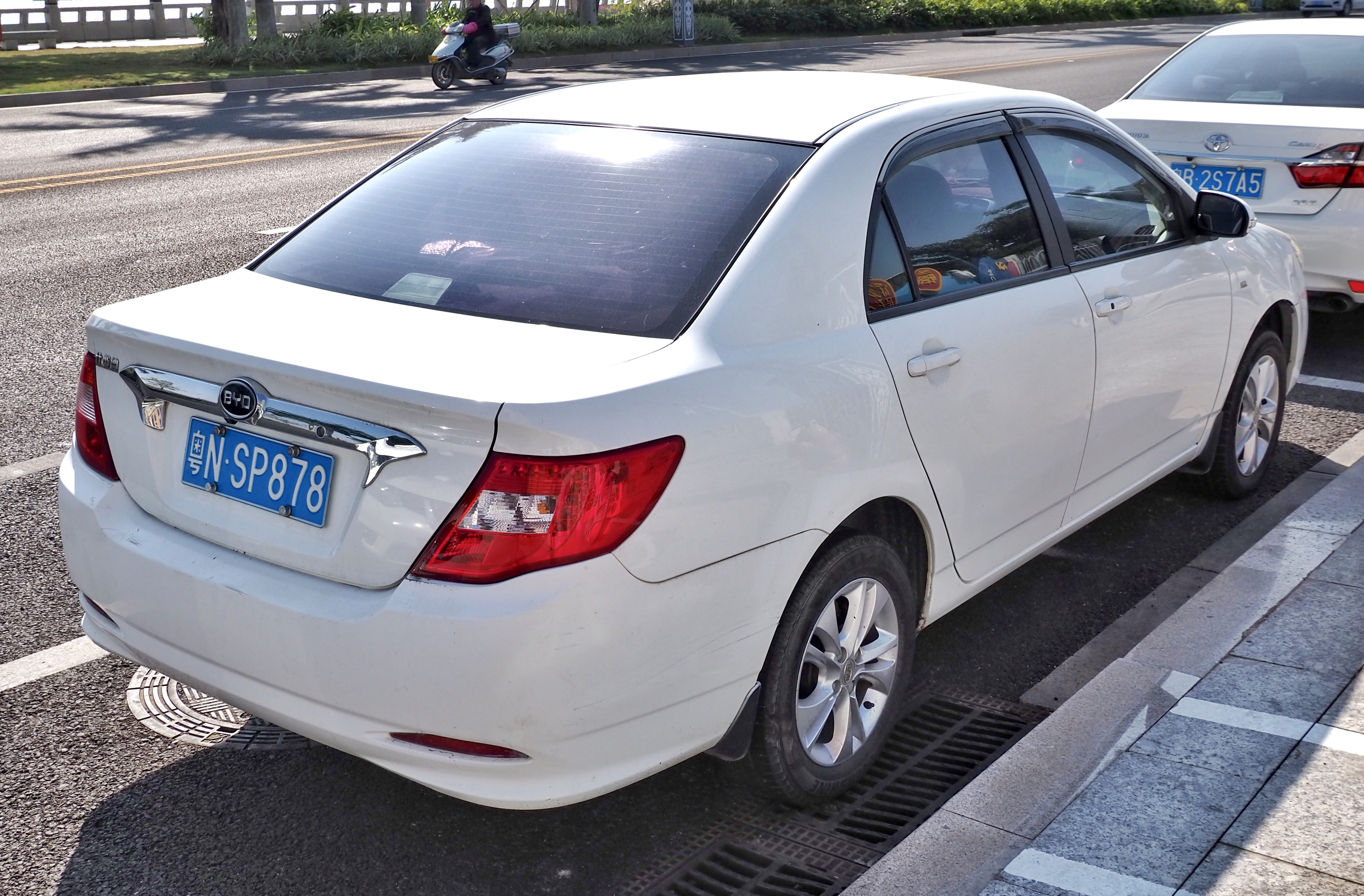
BYD F3 (2014—2015)
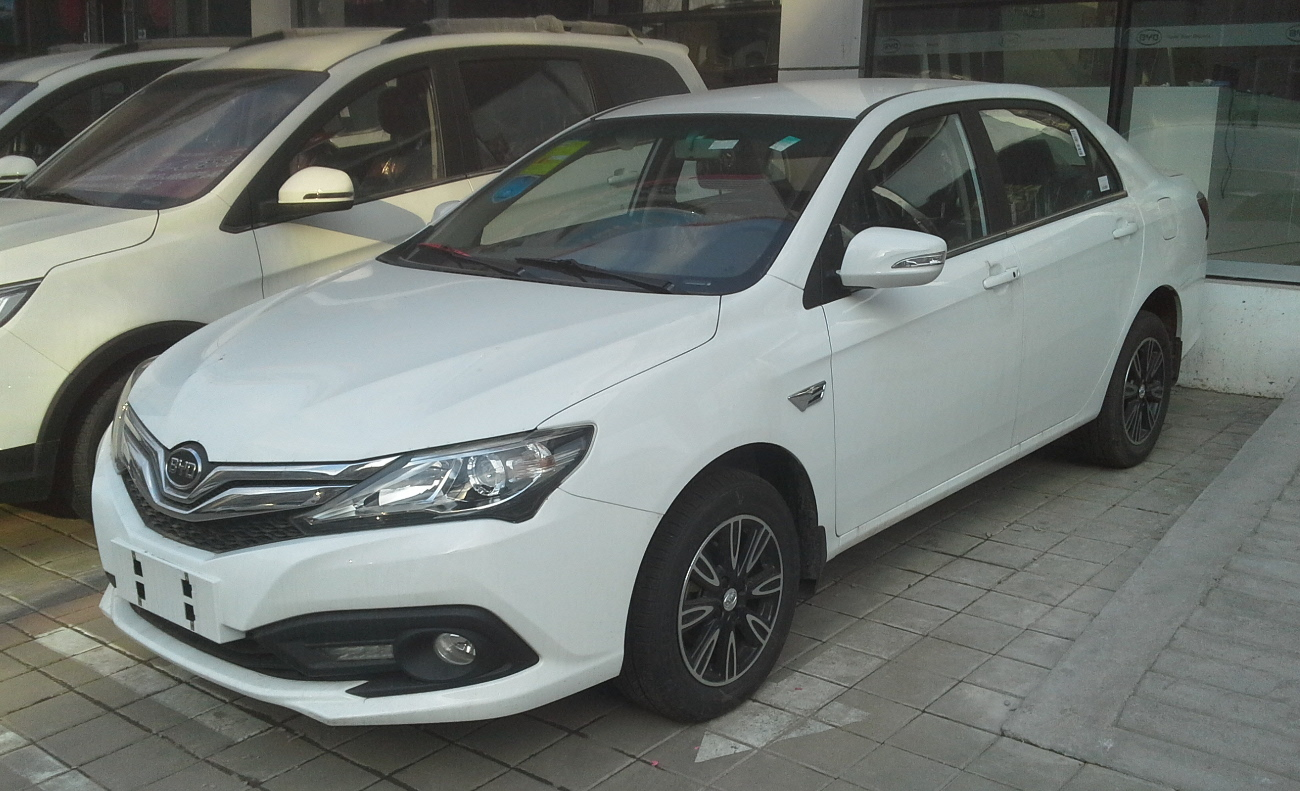
BYD F3 2016—2021
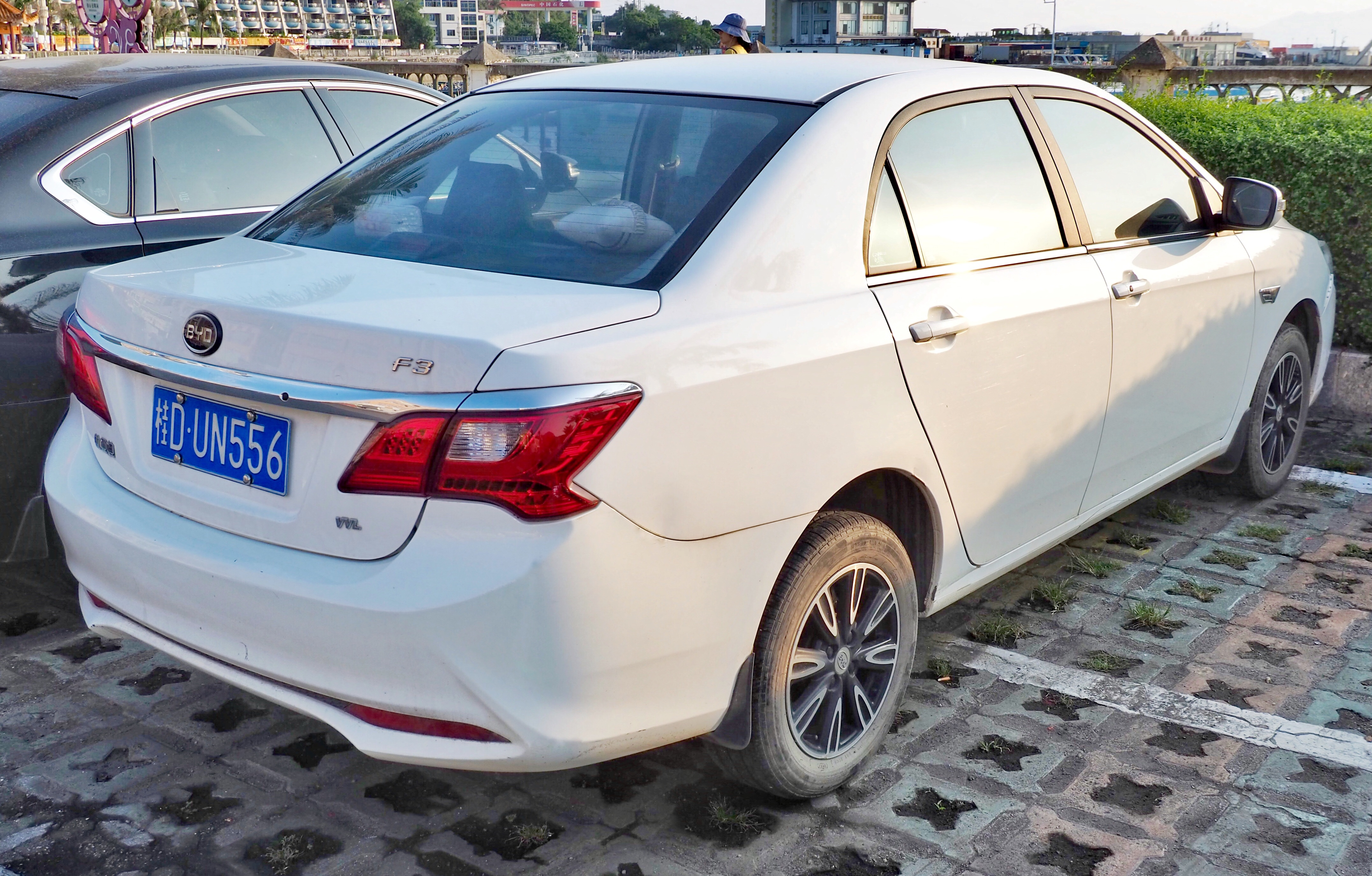
2016-2021

Условное «второе поколение» BYD F3 Plus/Surui (2012—2018):

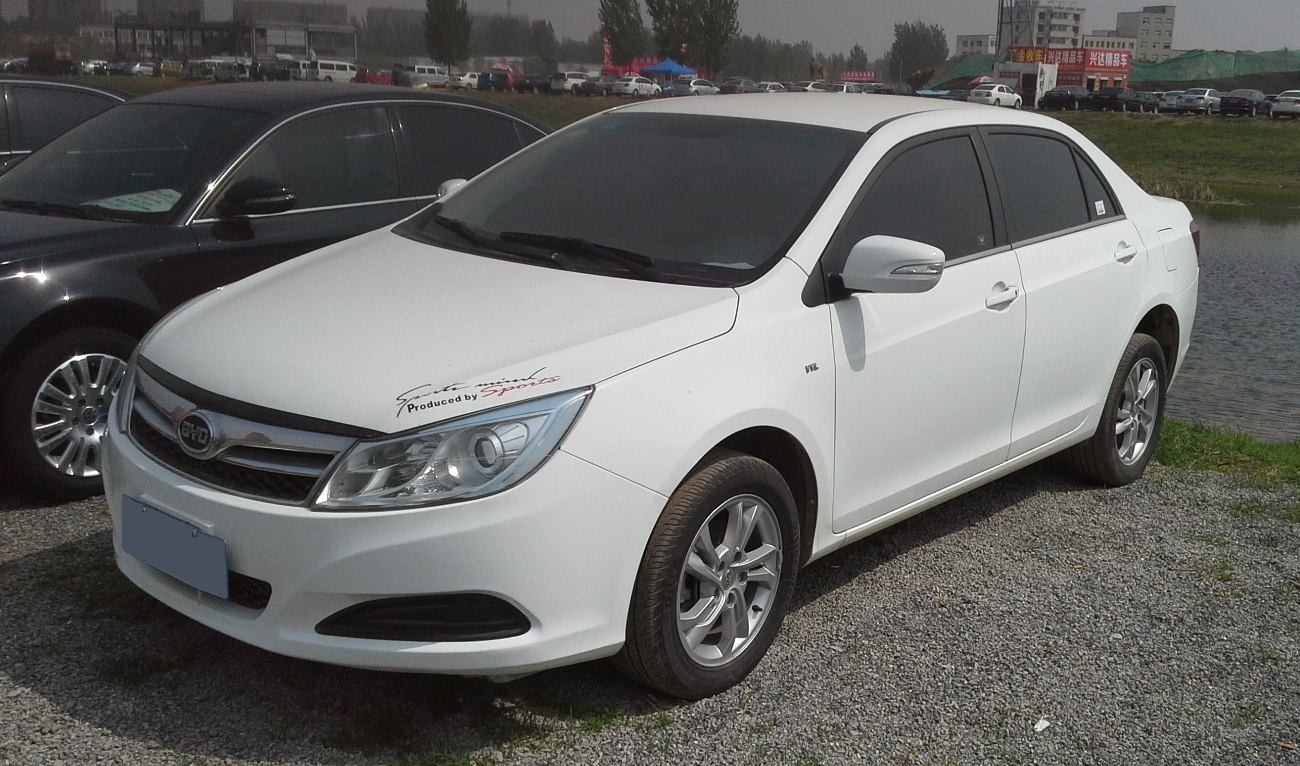
BYD Surui (2012—2015)
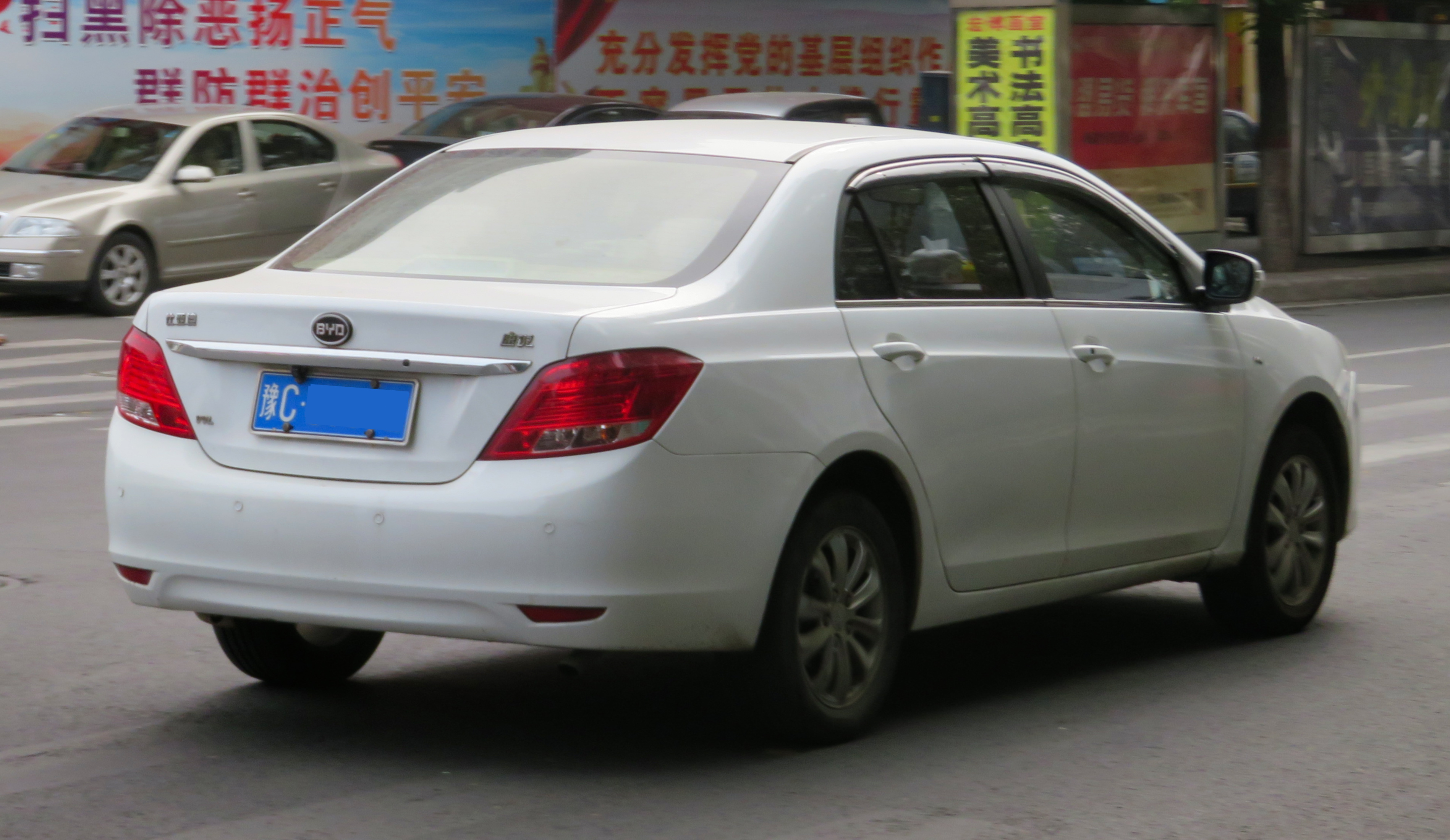
BYD Surui (2012—2015)
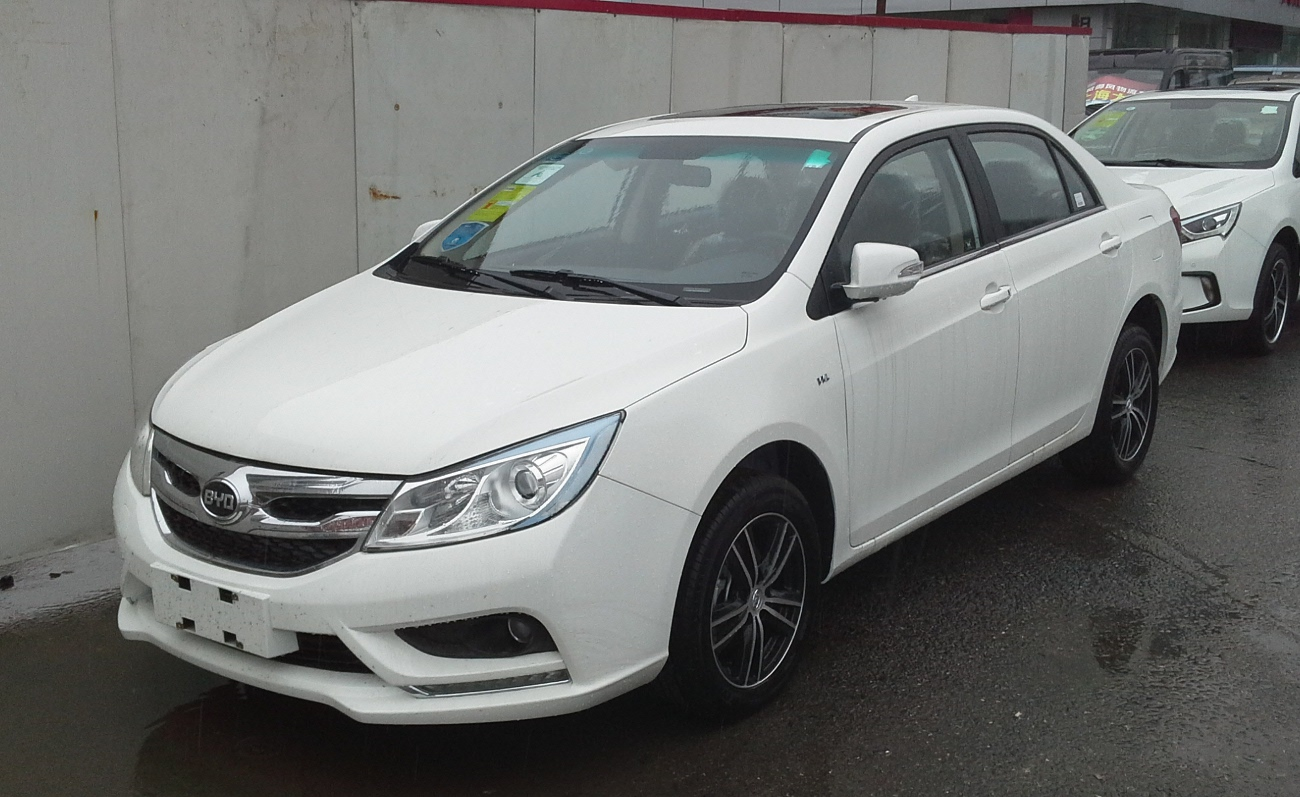
BYD Surui (2015—2018)
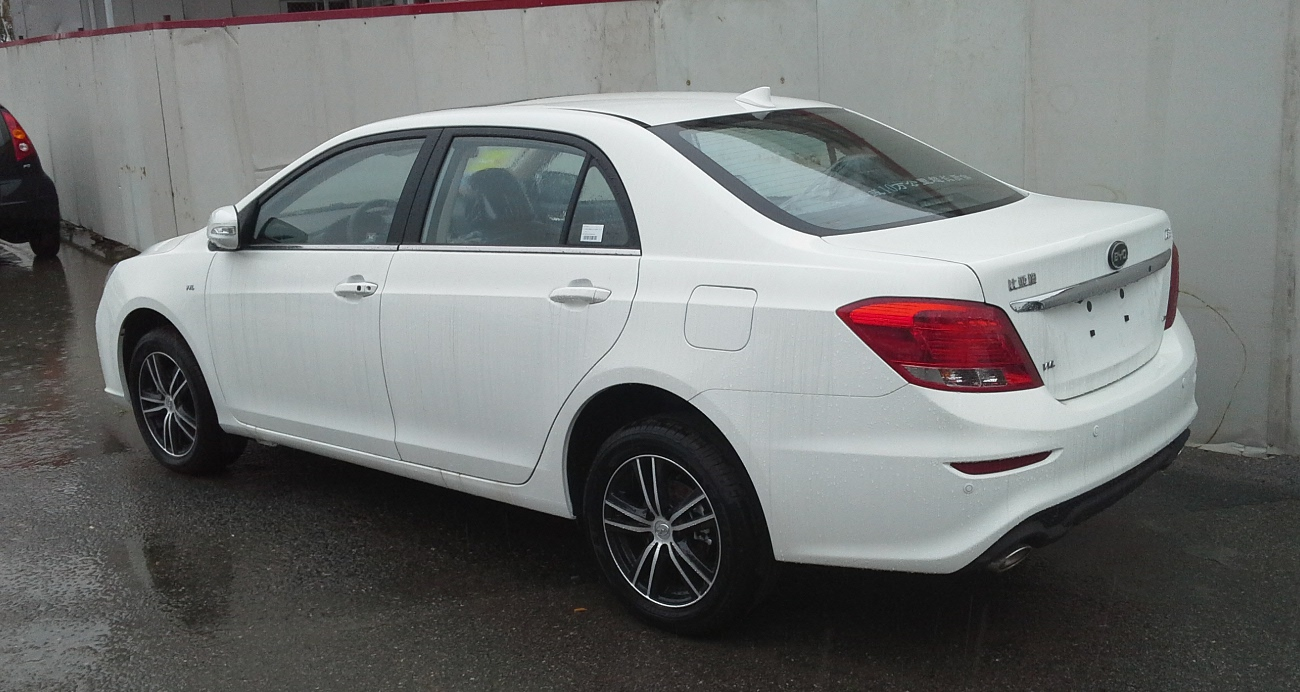
BYD Surui (2015—2018)

Версии «хетчбэк» F3R (2007—2012) и G3R (2009—2014):

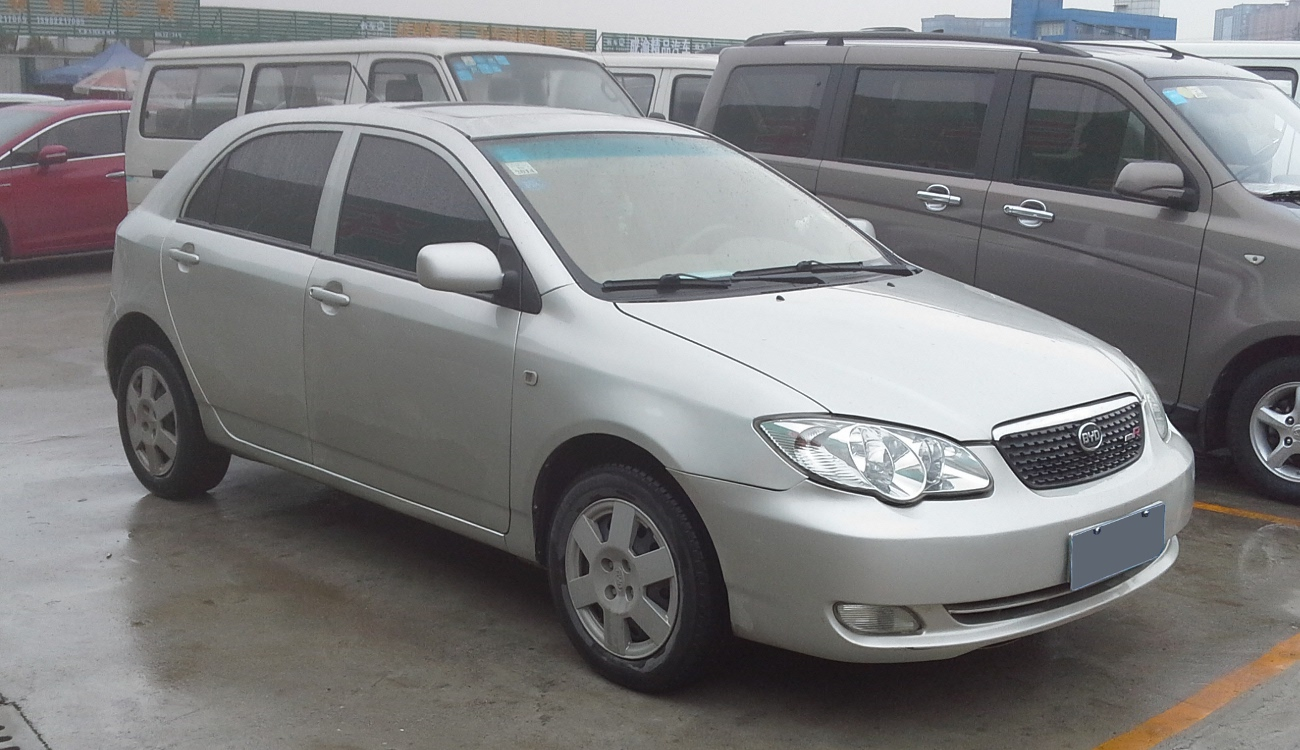
BYD F3R
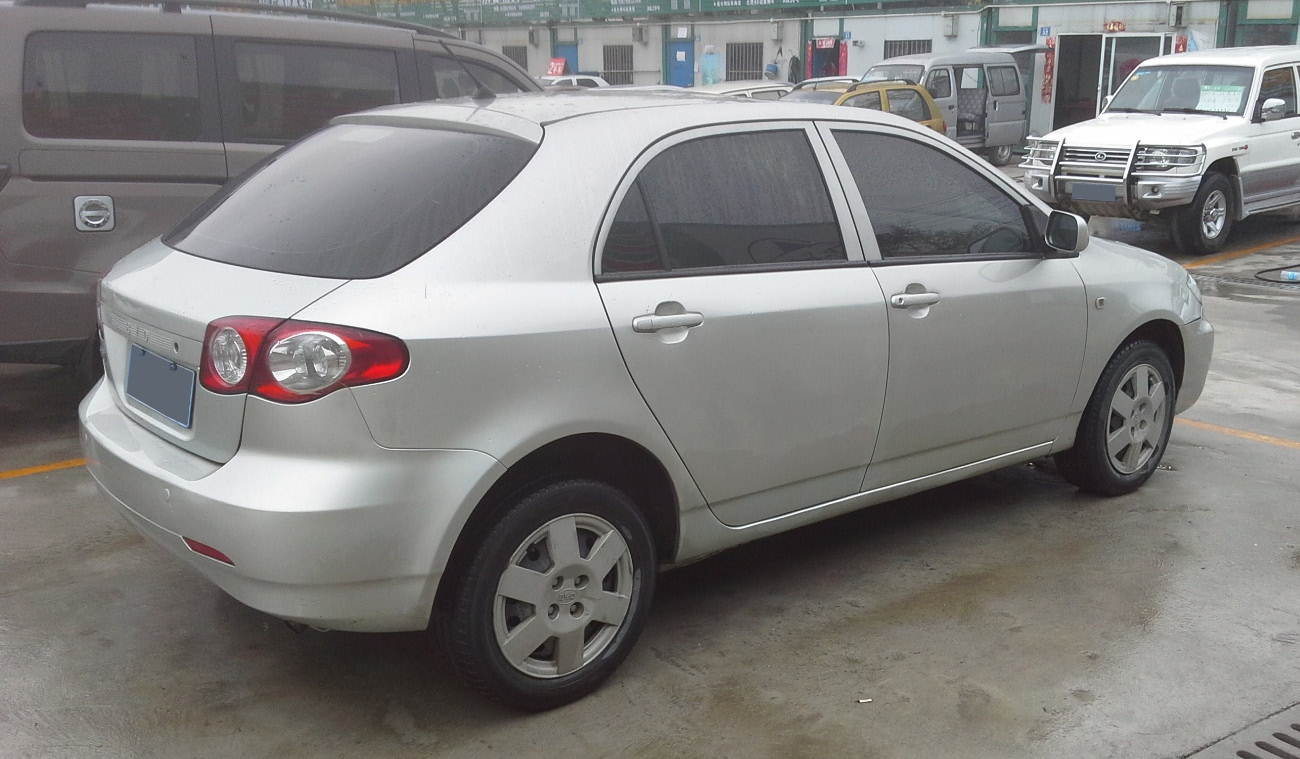
BYD F3R
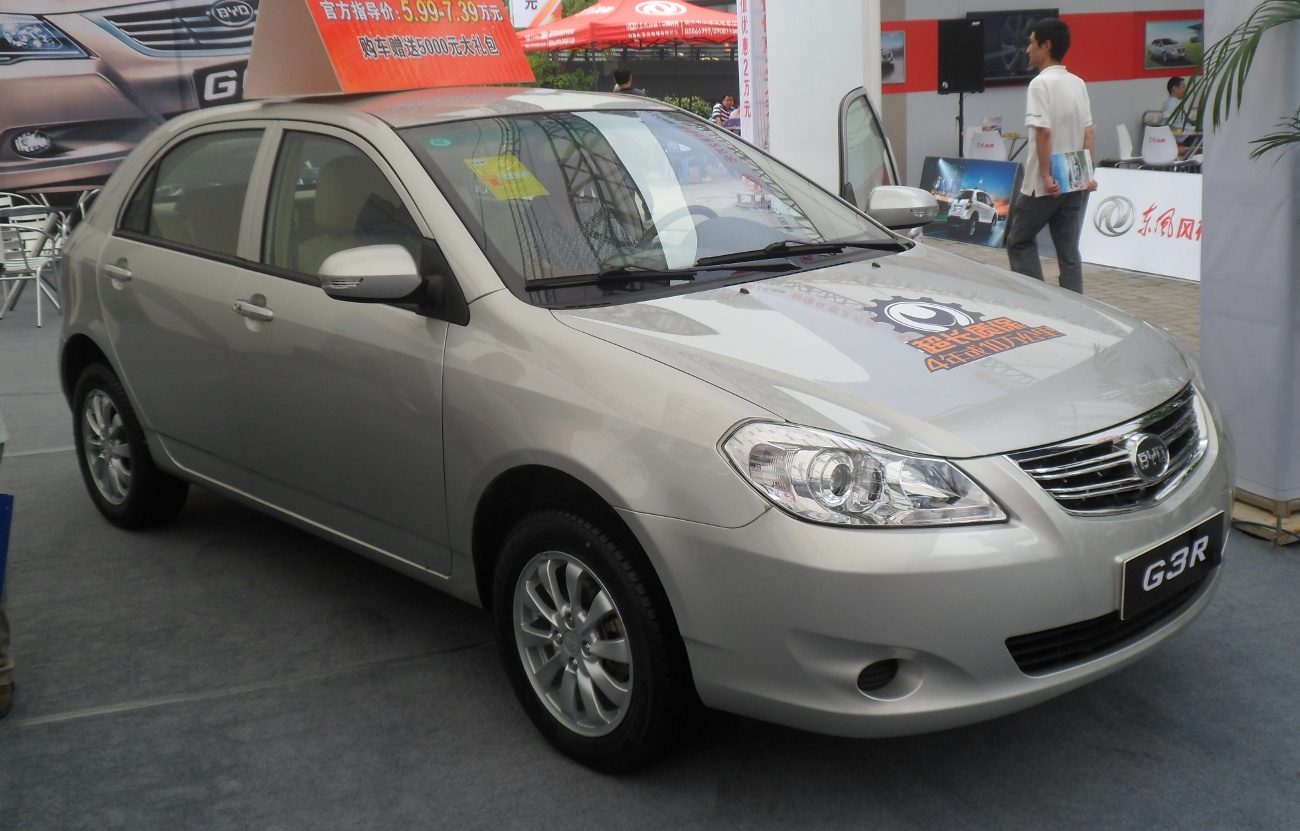
BYD G3R
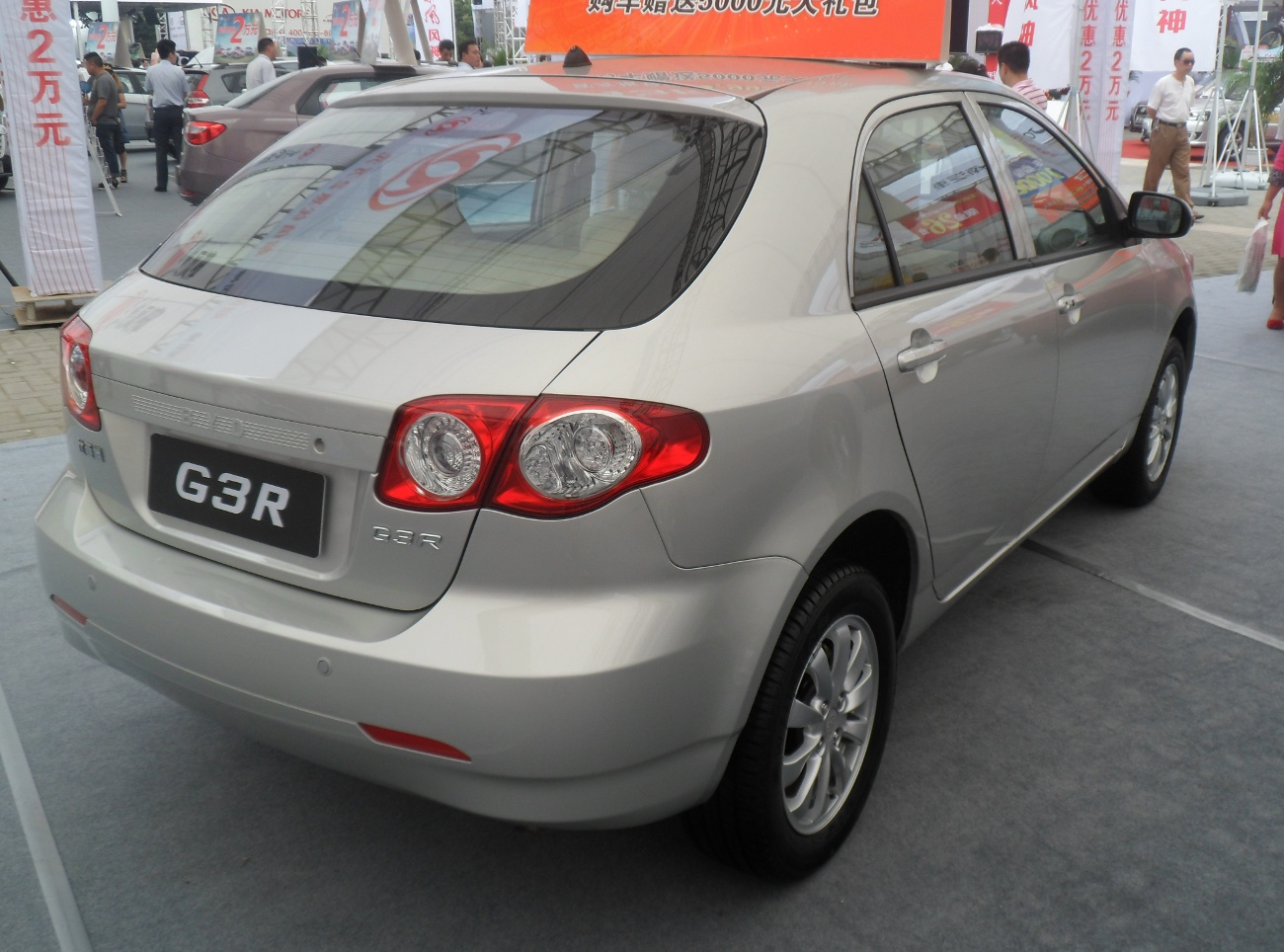
BYD G3R

Удлинённые версии G3 (2009—2014) и G5 (2014—2017):

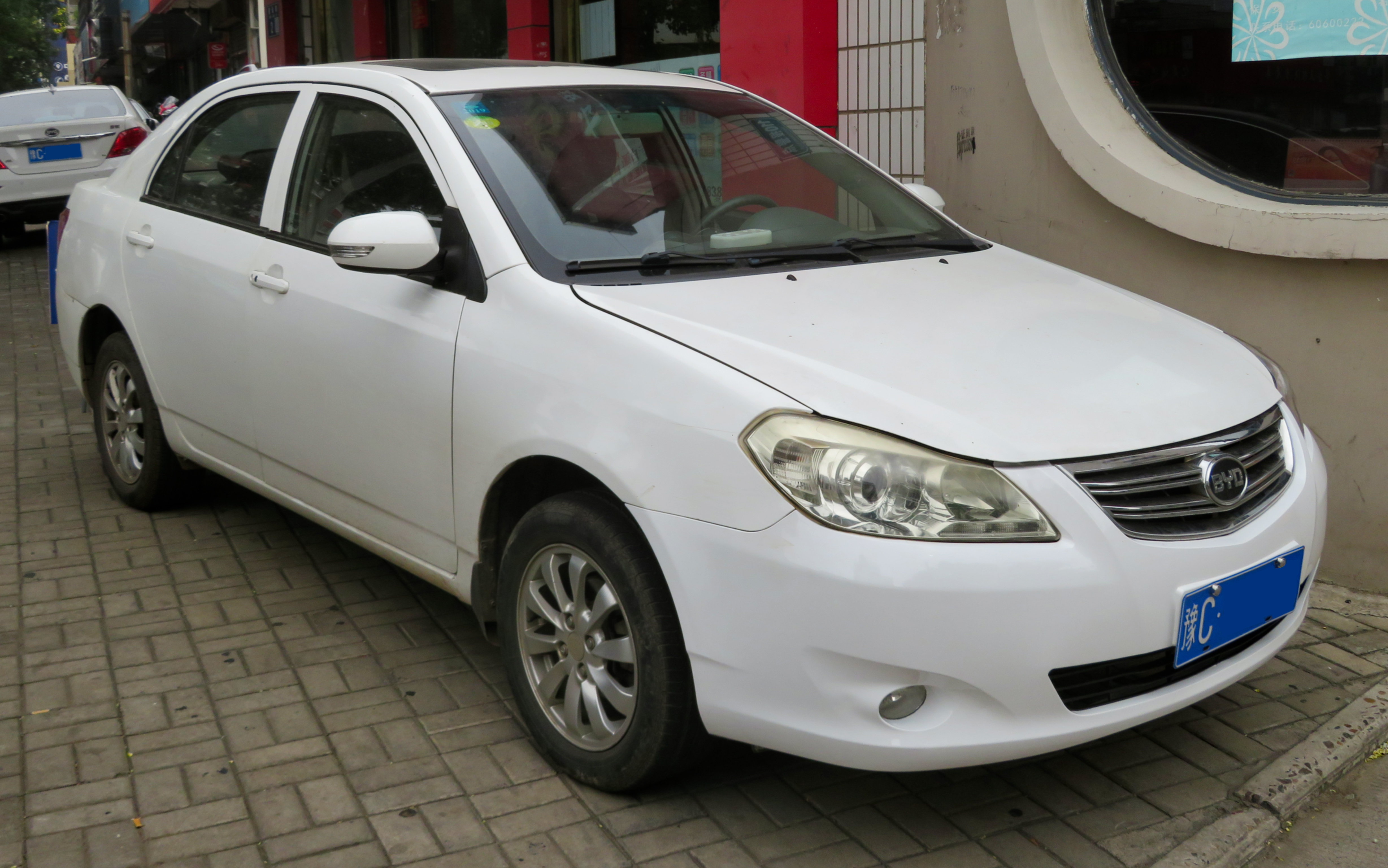
BYD G3
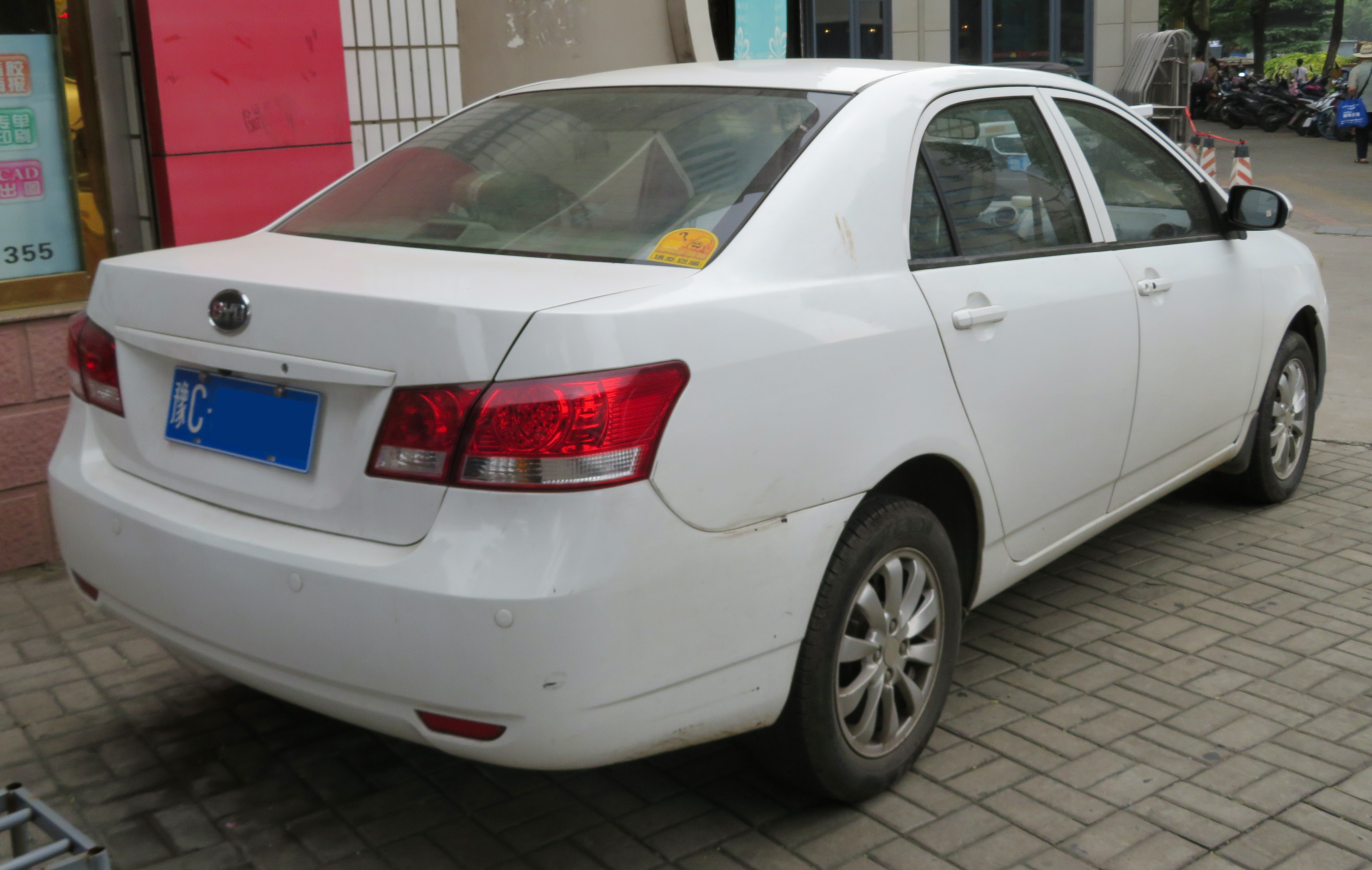
BYD G3
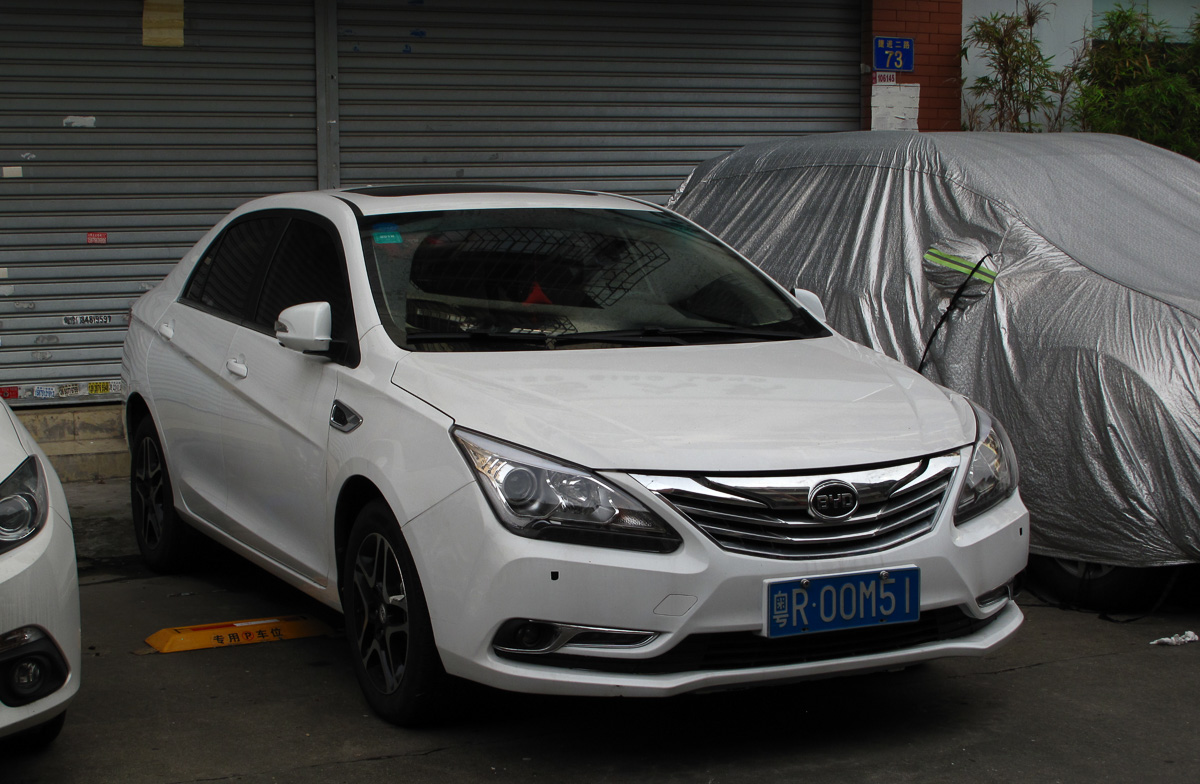
BYD G5
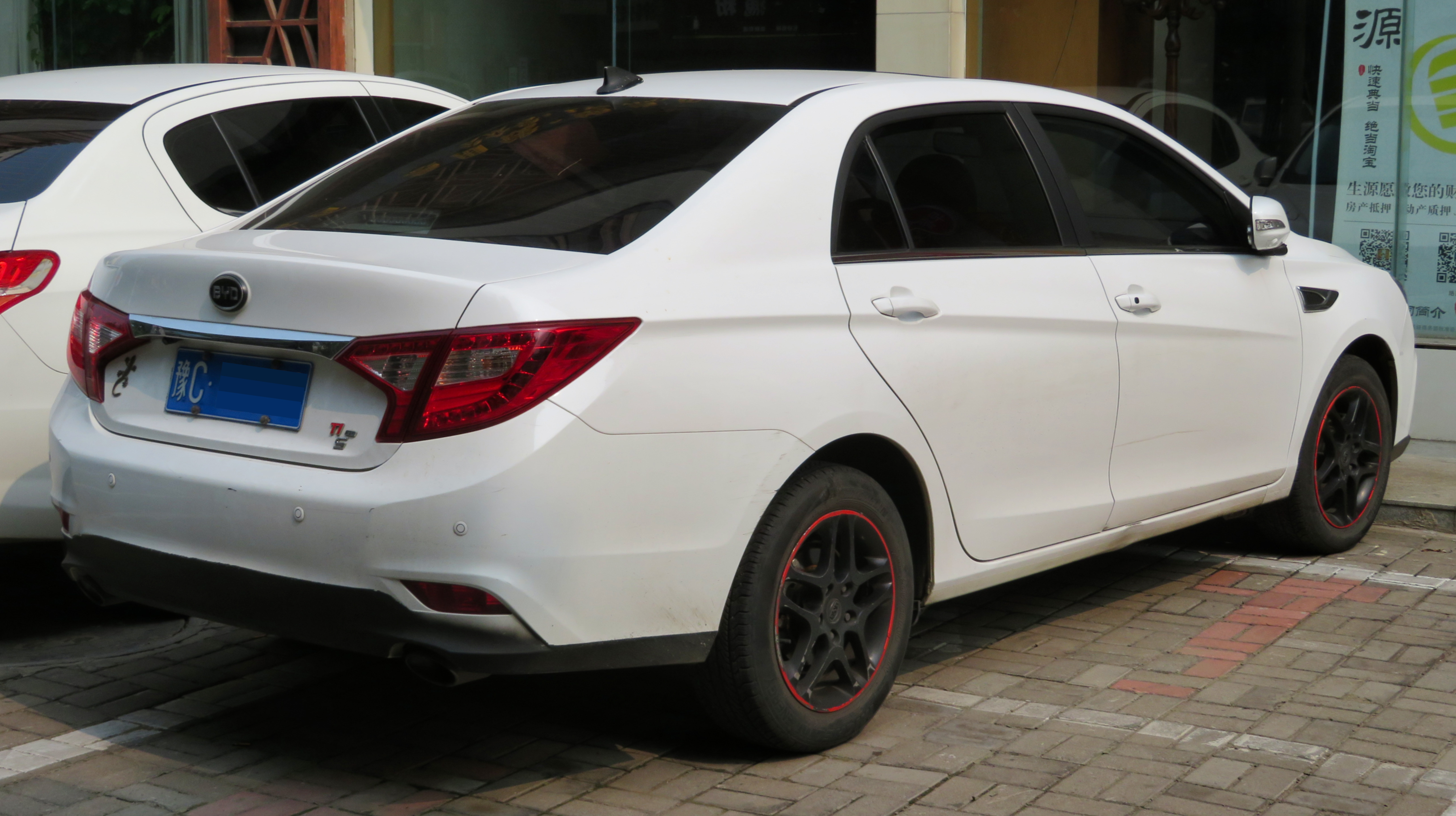
BYD G5

Версия в более «дорогом» исполнении BYD L3 (2010—2015):

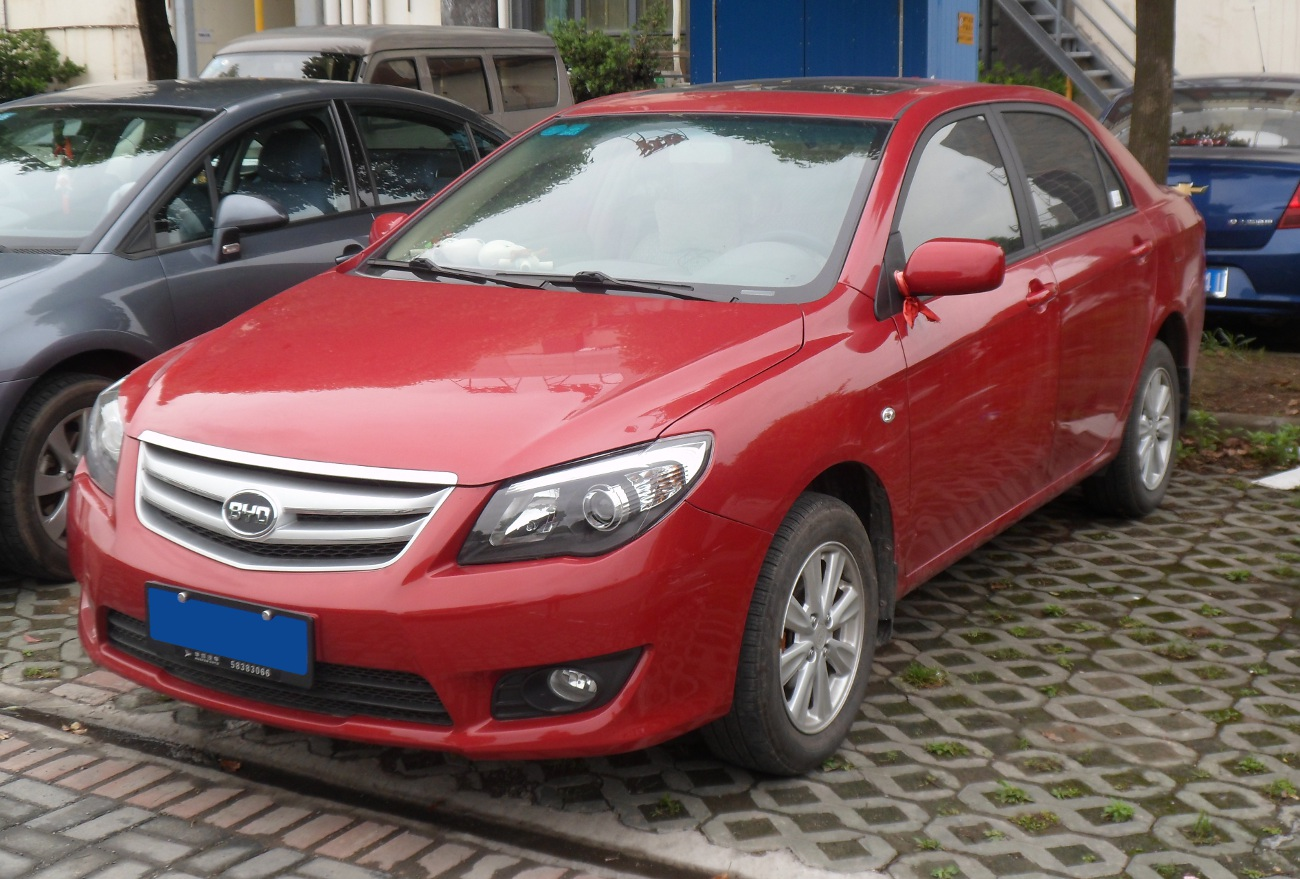
BYD L3
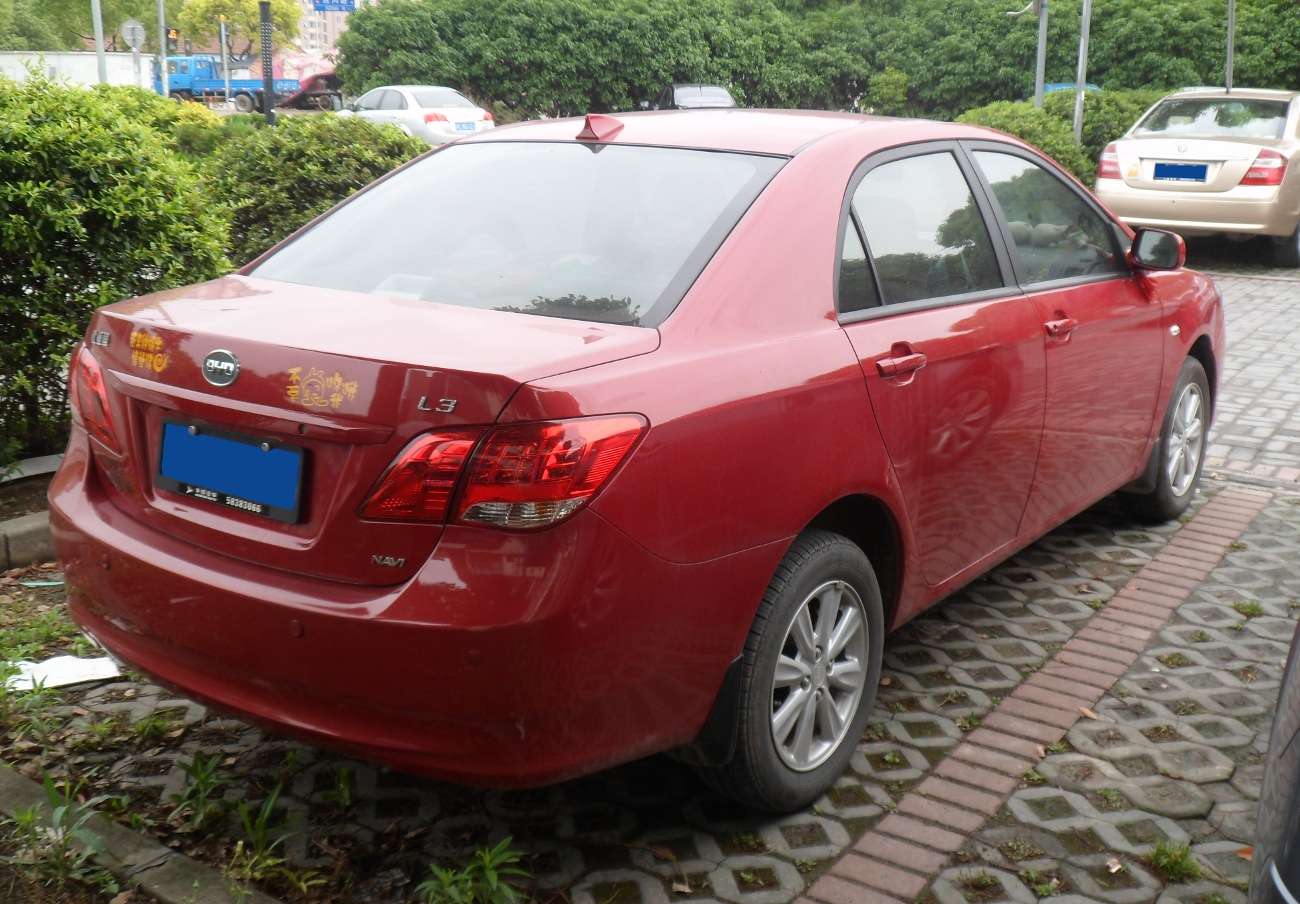
BYD L3

## Продажи
Продажи были начаты осенью 2005 года. В первый год продаж в 2006 году в КНР было реализовано более 55 000 автомобилей BYD F3. В кризисный 2008 год было выпущено 131 100 единиц, затем модель два года подряд была самой продаваемой моделью в Китае: в 2009 году — 291 000 единиц, в 2010 году — 263 900 единиц.

## В России
В России автомобиль был представлен в апреле 2007 года, в том же году начаты продажи малыми партиями, в июне 2008 года появился в продаже хетчбэк BYD F3-R.
Модель продавалась по цене от 364 900 до 409 900 руб. (10 900 до 13 900 долларов США), для сравнения запущенная в тот год в производство «Лада-Приора» стоила от 331 000 до 385 000 руб.
В ноябре 2010 года сборка модели была налажена на Таганрогском автозаводе, в 2011 году предприятие собрало 2213 единиц BYD F3, но в этом же году завод начал процедуру банкротства и компания BYD ушла из России, хотя автомобили малыми партиями продавались до 2014 года.

## Безопасность
В 2007 году на Дмитровском полигоне были проведены краш-тесты авто в соответствии с системой EuroNCAP. Модель набрала 10,2 балла из 16.

## Комментарии
1. ↑  формально вторая: компания основана в 2003 году покупкой автозавода Qinchuan Automobile Company, выпускавшуюся им с 1998 года модель Qinchuan Flyer стала выпускать как BYD Flyer
2. ↑  для отдельных версий был доступен двигатель BYD483QA объёмом 1.8 литра мощностью 121 л. с. и в период 2012—2015 годов 1,5-литровый двигатель с турбонаддувом BYD476ZQA мощностью 151 л. с.